# 소피아 로진스키
소피아 로진스키(Sofia Rosinsky, 2006년 6월 10일 ~ )는 미국의 배우이다.

## 참여 작품
- 아더 사이드 오브 도어: 악령의 문
- 크리미널 마인드: 국제범죄수사팀